# Coppa Bernocchi 1933
La Coppa Bernocchi 1933, quindicesima edizione della corsa, si svolse il 17 settembre 1933 su un percorso di 182 km. Riservata ai ciclisti di seconda e terza categoria, fu vinta dall'italiano Bruno Negri, che batté in volata i connazionali Pietro Rimoldi e Bernardo Rogora. L'arrivo e la partenza della gara furono a Legnano; parteciparono 62 ciclisti degli 80 iscritti.

## Ordine d'arrivo (Top 10)
| Pos. | Corridore        | Squadra              | Tempo    |
| ---- | ---------------- | -------------------- | -------- |
| 1    | Bruno Negri      | V.C. Reggio Emilia   | 5h12'00" |
| 2    | Pietro Rimoldi   | S.C. Mara Busto A.   | s.t.     |
| 3    | Bernardo Rogora  | U.S. Legnanese       | s.t.     |
| 4    | Carlo Romanatti  | U.S. Legnanese       | s.t.     |
| 5    | Alfonso Crippa   | S.C. Crennese        | s.t.     |
| 6    | Nino Sella       | U.S. Pro Vercelli    | s.t.     |
| 7    | Giuseppe Baroni  | U.S. Milanese        | s.t.     |
| 8    | Umberto Censi    | V.C. Vicenza         | s.t.     |
| 9    | Attilio Masarati | C. Battisti Sportiva | s.t.     |
| 10   | Angelo Dal Cerri | G. Cantore Milano    | s.t.     |